# Condado de White (Tennessee)
O Condado de White é um dos 95 condados do Estado americano do Tennessee. A sede do condado é Sparta, e sua maior cidade é Sparta. O condado possui uma área de 983 km² (dos quais 7 km² estão cobertos por água), uma população de 23, habitantes, e uma densidade populacional de 24 hab/km² (segundo o censo nacional de 2000). O condado foi fundado em 11 de setembro de 1806.